# Kamadod, Ranibennur
Kamadod là một làng thuộc tehsil Ranibennur, huyện Haveri, bang Karnataka, Ấn Độ.